# 자코지촌
자코지촌(座光寺村)은 나가노현 시모이나군에 있던 촌이다. 현재의 이다시에 해당한다.

## 역사
- 1889년 4월 1일 - 정촌제 시행에 의해 자코지촌이 단독으로 자치체를 형성하였다.
- 1956년 9월 30일 - 이다시, 마쓰오촌, 다쓰오촌, 미호촌, 이가라촌, 야마모토촌, 모히사카타촌과 합병해 새로운 이다시가 성립하여, 동일 자코지촌은 폐지되었다. 이후 1993년에 가미사토정이 이다시에 편입이전까지 구 자코지촌 지역은 이다시의 비행지가 되어 있었다.

## 교통

### 철도
- 일본국유철도
  - 이다선

### 도로
- 국도 제153호선

## 참고문헌
- 角川日本地名大辞典 20 長野県